# Constance Wilde

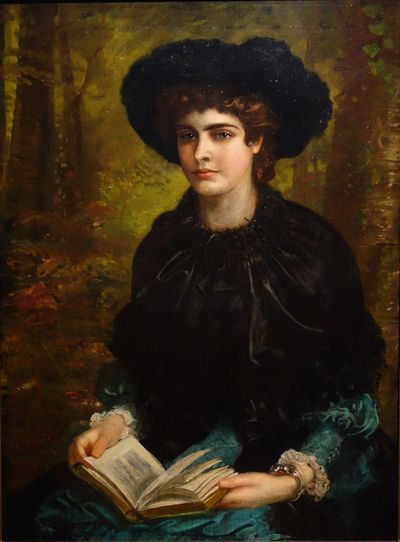
Constance Lloyd 1882

Constance Wilde, geboortenaam Constance Mary Lloyd (Londen, 2 januari 1858 — Genua, 7 april 1898) is vooral bekend geworden als de echtgenote van de schrijver Oscar Wilde. Daarnaast ontplooide zij publicitaire activiteiten en was zij actief in de emancipatiebewegingen van de laat-victoriaanse tijd.

## Jeugd
Omdat haar vader in 1874 was overleden en zij met haar moeder op gespannen voet leefde, verbleef zij vanaf haar twintigste bij haar grootvader, de strafpleiter John Horatio Lloyd, en haar tante, Emily Lloyd. Zij volgde een kunstopleiding, stelde belang in muziek en schilderkunst, beheerste het Italiaans goed genoeg om de renaissancedichter Dante te kunnen lezen, had een even vloeiende beheersing van het Frans en was daarnaast geïnteresseerd in wiskunde.
Op 6 juni 1881 leerde zij Oscar Wilde kennen, en ze vatte sympathie op voor deze bekende figuur, wiens carrière als toneelschrijver op dat moment overigens nog in de kinderschoenen stond. In de jaren 1882 en 1883 volgden bezoeken over en weer tussen de familie van Wilde en die van Lloyd; de contacten werden onderbroken door reizen die Wilde maakte naar de Verenigde Staten en naar Parijs.

## Huwelijk
In november 1883 bezocht Oscar Constance in Dublin, en deed haar een huwelijksaanzoek. Zijn motieven waren primair van financiële aard; hij was op zoek naar een kapitaalkrachtige echtgenote, had op die gronden al vaker aanzoeken gedaan, en had daar ook nooit een geheim van gemaakt. Constance, die niet rijk was maar wel over een inkomen beschikte, accepteerde, en het huwelijk vond plaats op 29 mei 1884.

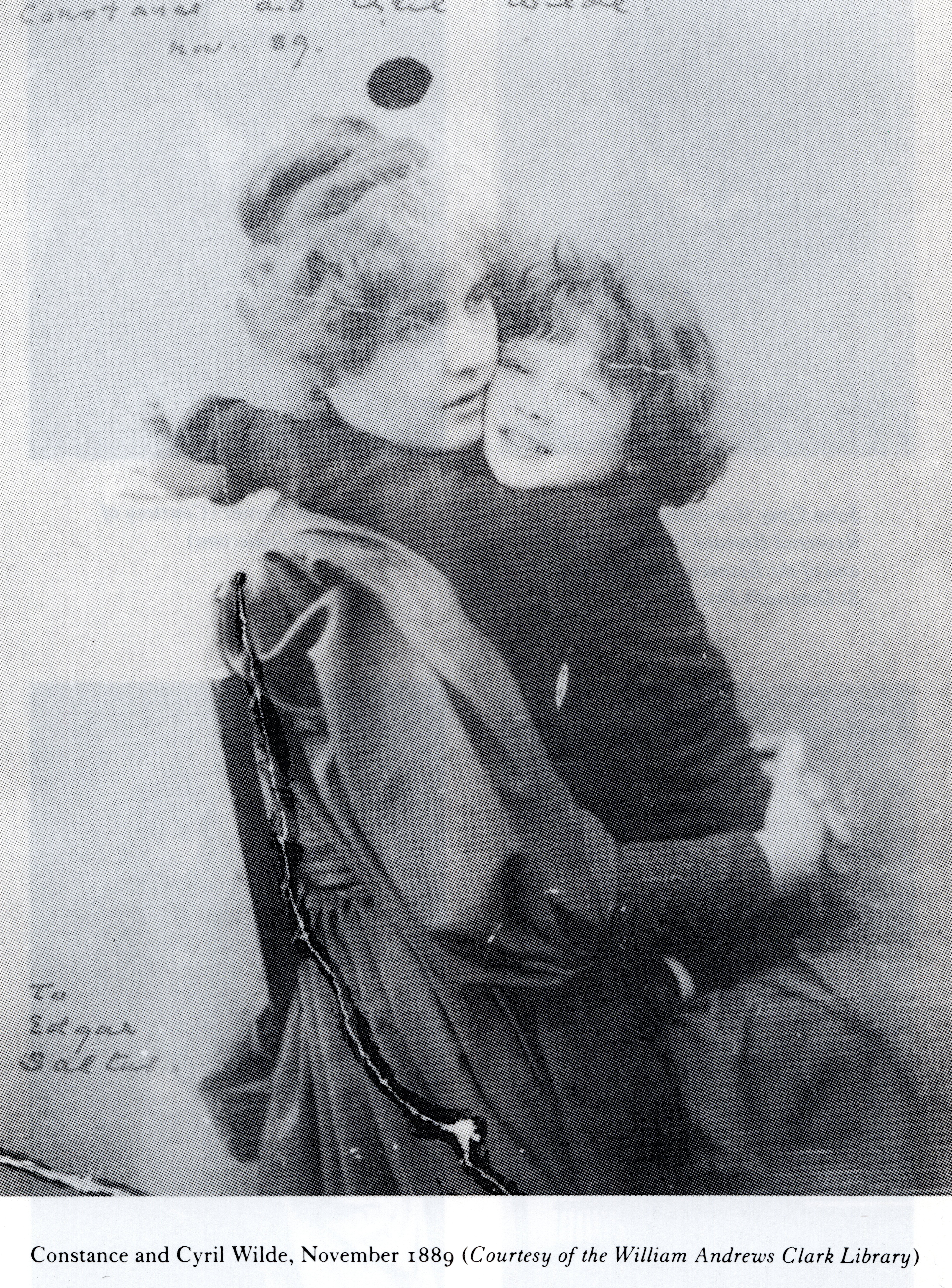
Constance en Cyril Wilde in 1889

Constance was aanvankelijk gelukkig in haar huwelijk. Op 5 juni 1885 werd haar zoon Cyril geboren en op 5 november 1886 Vyvyan, haar tweede zoon. Daarna trad echter een zekere afstandelijkheid in tussen haar en haar echtgenoot: terwijl zij huiselijk was, had hij publiek nodig en zijn behoefte aan homoseksuele contacten deed hem zijn geluk buitenshuis zoeken. Constance schijnt er in die jaren niet van op de hoogte te zijn geweest en de verhouding bleef harmonieus.

## Activiteiten
Zij ontplooide allengs ook activiteiten buiten gezinsverband. Zij bezocht politieke bijeenkomsten, sprak zich uit voor een opvoeding waarin de oorlog werd verworpen, bracht twee kinderboeken uit (in 1889 en 1892) en was redactrice (1888—89) van een blad voor rationele dameskleding; in het laat-victoriaanse tijdperk geen onomstreden zaak. Zij steunde de havenstaking van 1889 (met Oscar in haar kielzog) en assisteerde de feministe Lady Sandhurst bij de Londense gemeenteraadsverkiezingen. Voor het blad The Woman's World, waarvan haar echtgenoot redacteur was, schreef zij onder meer een artikel over moderne kinderkleding.

## Verwijdering
In 1892 had Oscar het succes van Lady Windermere's Fan achter zich. Een volgend toneelstuk, Salome, was geflopt, en om zich op een nieuw stuk te kunnen concentreren, zonderde hij zich mét zijn vriend Lord Alfred Douglas af in Felbrigg, in het graafschap Norfolk. Constance bleef met de kinderen achter in Torquay, bood aan om de ziek geworden Douglas te komen verplegen, maar het aanbod werd niet aanvaard. Later smeekte zij haar echtgenoot bij haar terug te komen, maar die deed dat niet, en merkte tegen zijn vriend Pierre Louÿs op: "Ik heb in mijn leven drie huwelijken gesloten, een met een vrouw en twee met mannen!" Maar toen er in 1894 een tijdelijke verwijdering was ontstaan tussen Oscar en Douglas, was het Constance die probeerde te bemiddelen. Het was tevergeefs.
In datzelfde jaar vatte zij een diepe genegenheid op voor Arthur Humphreys, de manager van boekhandel Hatchards; of dit tot een relatie leidde, is niet bekend.

## Oscars ondergang
Tijdens de beruchte rechtszaak van 1895, die tot Oscars ondergang leidde, bleef Constance aan zijn zijde. Zij hoopte dat haar man naar het buitenland zou vluchten, maar Oscar werd veroordeeld tot een gevangenisstraf. Nu zette Constance een echtscheidingsprocedure in gang. Toen Oscar dit via Constances broer Otho vernam, stuurde hij op een verzoening aan, en Constance zag af van de echtscheiding. Wel had de naam "Wilde" inmiddels een ongunstige klank gekregen, en om haar kinderen in bescherming te nemen, veranderde Constance haar achternaam in "Holland". Zij vertrok naar het vasteland van Europa om de schandalen te ontlopen, maar keerde in februari 1896 terug en bezocht Oscar (wiens moeder juist was overleden) in de gevangenis.

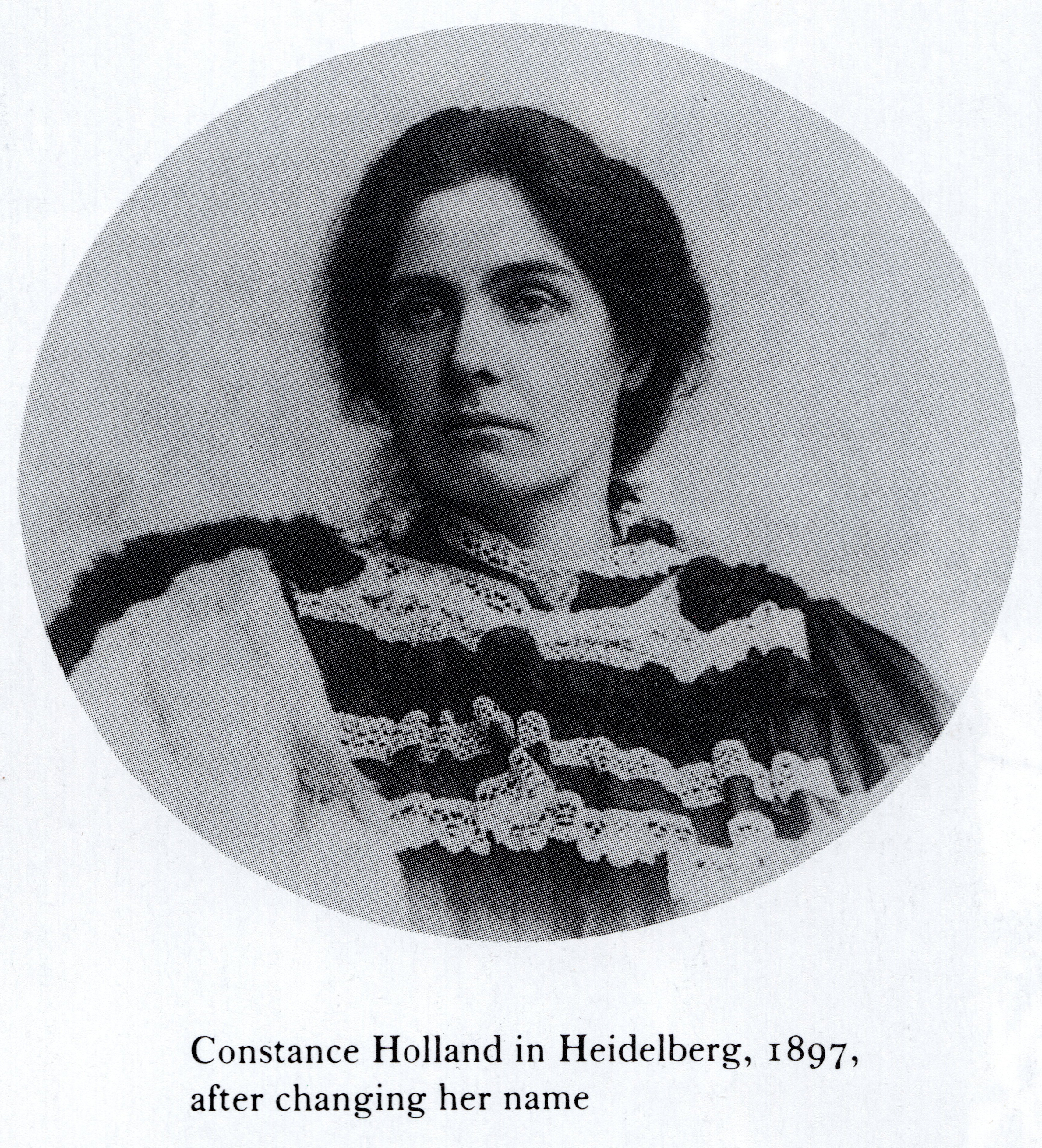
Constance Holland in 1897

In 1895 was het echtpaar bankroet verklaard, en dat betekende dat ook het bezit dat Constance in het huwelijk had ingebracht, verbeurd werd. Constance beloofde Oscar echter uit haar eigen middelen een toelage, nadat hij vrijgelaten zou zijn. Voorwaarde was wel dat hij haar en de kinderen niet meer zou bezoeken; hereniging met Lord Alfred Douglas werd hem ook verboden. De overeenkomst werd in de gevangenis getekend door Wilde en door Constances procureur, maar Constance was meegekomen. Het was de laatste keer dat zij haar man zag. Datzelfde jaar veranderde ze haar naam in Constance Holland.
Al veel eerder was Oscar een legaat beloofd ingeval Constance eerder zou overlijden dan hij. Door het bankroet leidde deze clausule tot verwikkelingen, die zelfs de voogdij van de kinderen in gevaar brachten. De verdere verwijdering en het wantrouwen die dit tussen Constance en Oscar teweegbracht, waren het gevolg van onhandige bemoeienissen van Oscars vrienden.
Na Oscars vrijlating vond er toch een hereniging plaats tussen Wilde en Alfred Douglas. Douglas' moeder spande daarop met Constance samen om het tweetal uiteen te doen gaan, en Constance handhaafde de toelage die zij Oscar gaf.

## Ziekte
In 1895 had Constance bij een val van de trap haar rug beschadigd. Het leidde uiteindelijk tot ruggengraatsverlamming, en een tweetal operaties bleken noodzakelijk. Aan de gevolgen van de tweede ingreep overleed zij op 7 april 1898.
Haar testament voorzag in een toelage voor haar man, maar zijn kinderen mocht hij niet meer zien.